# Mord im Amtsgericht Dachau
Der Mord im Amtsgericht Dachau ist ein Kriminalfall der jüngeren deutschen Rechtsgeschichte. Am 11. Januar 2012 erschoss während der Sitzung in einem Strafverfahren im Amtsgericht Dachau ein Angeklagter einen Staatsanwalt und versuchte auch den Richter sowie seine Anwältin und den Protokollführer zu töten.

## Tathergang
Am 10. und 11. Januar 2012 fand im Amtsgericht Dachau ein  Betrugsprozess gegen den ehemaligen Dachauer Transportunternehmer Rudolf U. statt, der Scheinselbstständige beschäftigt und Sozialversicherungsbeiträge in Höhe von 44.000 EUR nicht gezahlt hatte. Am zweiten Verhandlungstag sprach das Gericht eine Bewährungsstrafe aus. Unmittelbar nach der Urteilsverkündung zog der Angeklagte eine Waffe, schoss aus etwa drei Metern Entfernung und traf den Anklagevertreter Tilman Turck zweimal. Dann schoss er auf den Richter, der sich aber schon geduckt hatte. Zwei weitere Schüsse feuerte er ab, nachdem er von zwei Männern zu Boden gerissen worden war. Nach erfolglosen Reanimationsversuchen durch den Notarzt und einer Notoperation wurde Turck weniger als eine Stunde nach dem Vorfall für tot erklärt. Als Motiv gab der Schütze später „Hass auf Bayerns Justiz und das Gefühl, permanent ungerecht behandelt worden zu sein“ an.

## Das Todesopfer
Der ermordete Staatsanwalt, Tilman Caspar Turck (* 31. März 1980 in München), hatte Rechtswissenschaften an der Universität München studiert. Er spezialisierte sich auf Privatrecht, Zivilprozessordnung sowie Europäisches Vertragsrecht und wurde wissenschaftlicher Mitarbeiter am Institut für Internationales Recht der Universität München, wo er seine Promotionsschrift zum Thema: „Priorität im Europäischen Insolvenzrecht“ bei Horst Eidenmüller vorbereitete. 2009/10 erwarb er mit einem Vanderbilt-Stipendium an der New York University den „Master of Laws“. Am 1. Januar 2011 wurde er Staatsanwalt bei der Staatsanwaltschaft München II und war für Wirtschaftsdelikte im Bezirk des Landgerichts München II zuständig. Außerdem war er nebenberuflich als Dozent an einem juristischen Repetitorium tätig. Er war verheiratet.

## Aufarbeitung und Folgen
Der bayerische Ministerpräsident Horst Seehofer ordnete anlässlich der Trauerfeier für den 23. Januar 2012 Trauerbeflaggung aller staatlichen Dienstgebäude in Bayern an. Hessen schloss sich dieser Regelung an. Der Fall löste eine landesweite Diskussion über die Sicherheit in Gerichtsgebäuden aus und führte zu einer Verschärfung der Zugangskontrollen in allen bayerischen Justizgebäuden.
Anfang April 2012 erhob die Staatsanwaltschaft München II Anklage wegen Mordes und dreifachen versuchten Mordes gegen den Unternehmer. Zunächst drohte der Prozess zu platzen, da der Täter wegen einer schweren Diabeteserkrankung verhandlungsunfähig war. Am 23. November 2012 jedoch verurteilte das Landgericht München II den Täter zu lebenslanger Haft und stellte dabei auch die besondere Schwere der Schuld fest. Der Täter verstarb im Alter von 56 Jahren ein halbes Jahr nach der Verurteilung in der Justizvollzugsanstalt München.